# 東成田車站
東成田車站（日语：／ Higashi-narita eki */?）是一個位於千葉縣成田市古込字込前，屬於京成電鐵與芝山鐵道的鐵路車站。京成電鐵車站編號為KS44。

## 概要
此站是由京成電鐵管轄的共同使用站（機場第2候機樓站管理）。
此站有京成電鐵的東成田線與芝山鐵道的芝山鐵道線停靠，既是東成田線的終點站又是芝山鐵道線的起點站。兩線的列車以此站進行互相直通運行，運用上形成一體。但是芝山鐵道線不能使用PASMO、Suica等IC卡。除押上線的押上站外，京成電鐵與其他公司共用的共同使用站都只編入車站實際管理公司的車站編號，因此本站由京成給予車站編號KS44。
站體位於成田國際機場用地內，1978年起成為成田機場旅客候機樓最近的車站「（舊）成田機場站」，但因為仍需步行一段路才能到達候機樓，因此時任運輸大臣石原慎太郎批准京成與JR東日本延伸路線到候機樓下方設立新站以便利旅客。1991年現時的成田機場站（以下稱作「新站」）完工開業之際改為現名，新站與機場第2候機樓站（1992年開業）成為新的機場轉運站。雖然旅客不再利用此站乘車，不過通勤時刻仍有許多在機場工作的相關人士使用。現在閘外大堂有連通成田機場第2候機樓的地下聯絡通道，站內仍可見到當時遺留的「成田機場站」字樣。

## 歷史
- 1978年（昭和53年）5月21日：第一代成田機場站開業，是京成本線的終點站。由於當局只計畫興建成田新幹線直通成田機場，沒有其他直達的鐵路交通，故本站設有來往成田機場的收費接駁巴士（由成田機場交通經營）。
- 1991年（平成3年）3月19日：利用原成田新幹線計畫空間興建的成田空港高速鐵道（屬JR東日本成田線與京成本線的一部份）開業。京成電鐵將新路段劃為本線，而京成成田車站至本站的路段被切分而出，更名為「東成田線」，本站也隨即更名為東成田站[1][2]。
- 2002年（平成14年）10月27日：以東成田線延線方式興建的芝山鐵道線通車，本站成為兩條路線的銜接點與兩家公司的共同使用站[3]。

## 車站結構
本站是一地下車站，月台採島式月台2面4線設計。其中1、2號月台為特急列車專用月台，3、4號月台為普通列車專用月台。新的成田機場站啟用後，特急列車專用月台被封閉及停用，而原有的3、4號月台則改稱為1、2號月台。但直到今日仍可看到特急列車專用月台上一些「成田機場站」的站名牌及以往特急列車的廣告。
站內沒有電梯，但月台設有一座上行電扶梯通往付費區大廳。本站剪票口外設有連接機場第2候機樓站的換乘通道，全長約500米（開放時間為5時20分至23時15分）。本站亦有機場第2候機樓站的時刻表，連絡通道外的自動售票機還可購入該站的乘車券。
1997年4月1日博物館動物園站停止營業（2004年4月1日廢站）起至2010年7月17日成田機場線（成田Sky Access）通車並新設成田湯川站為止，本站是京成電鐵停靠班次最少的一站。芝山鐵道線通車以前，本站以上野、都營淺草線方向列車為主，通車後則縮減至早晨時段與傍晚以後，午間時段以京成成田 - 芝山千代田區間列車為主。

### 月台配置
| 番月台 | 公司 | 路線       | 方向 | 目的地                                                   |
| ------ | ---- | ---------- | ---- | -------------------------------------------------------- |
| 1      |      | 東成田線   | 上行 | 京成成田、津田沼、船橋、京成上野、 淺草線、 京急本線方向 |
| 2      |      | 芝山鐵道線 | 下行 | 芝山千代田方向                                           |

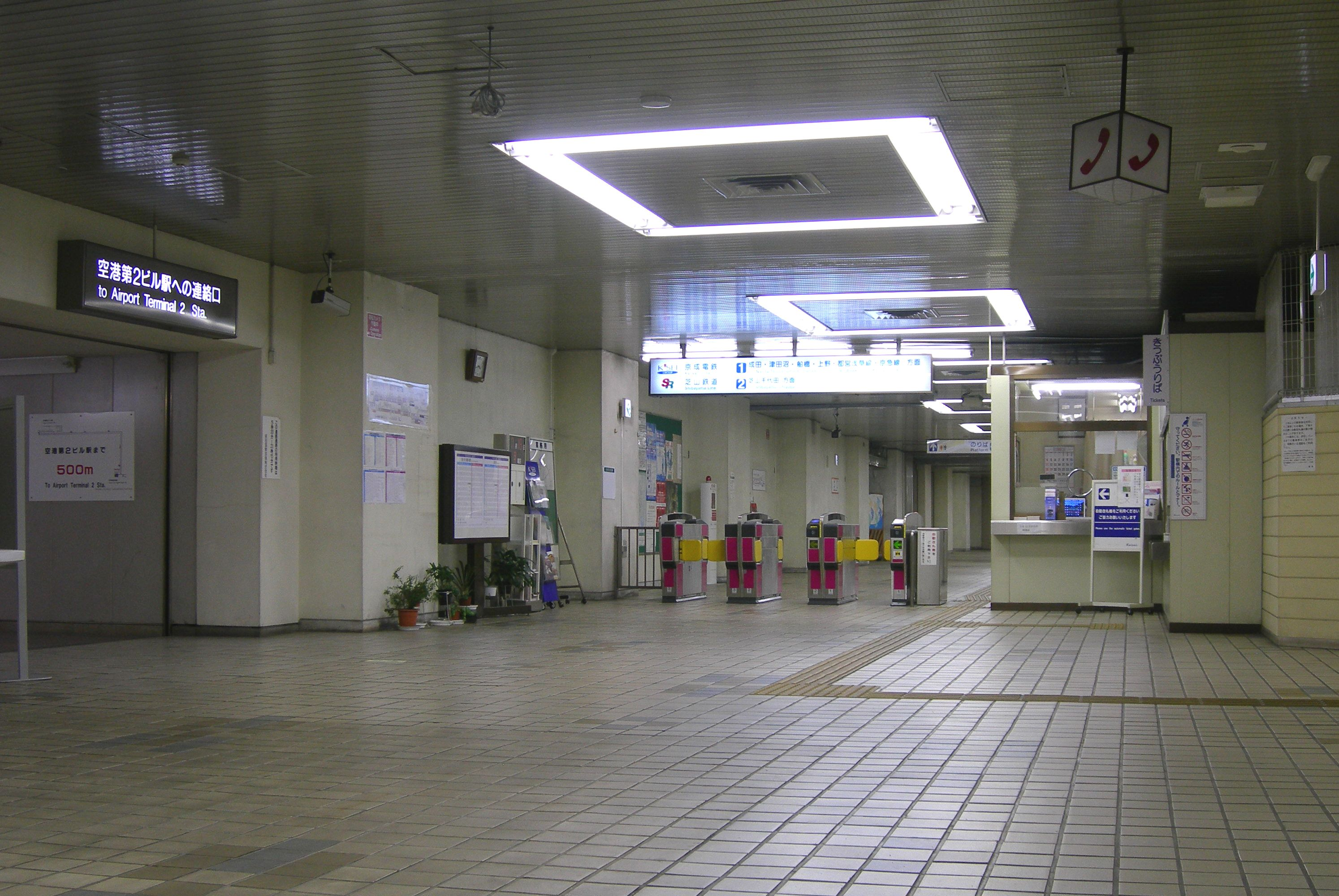
剪票口，左邊為換乘通道
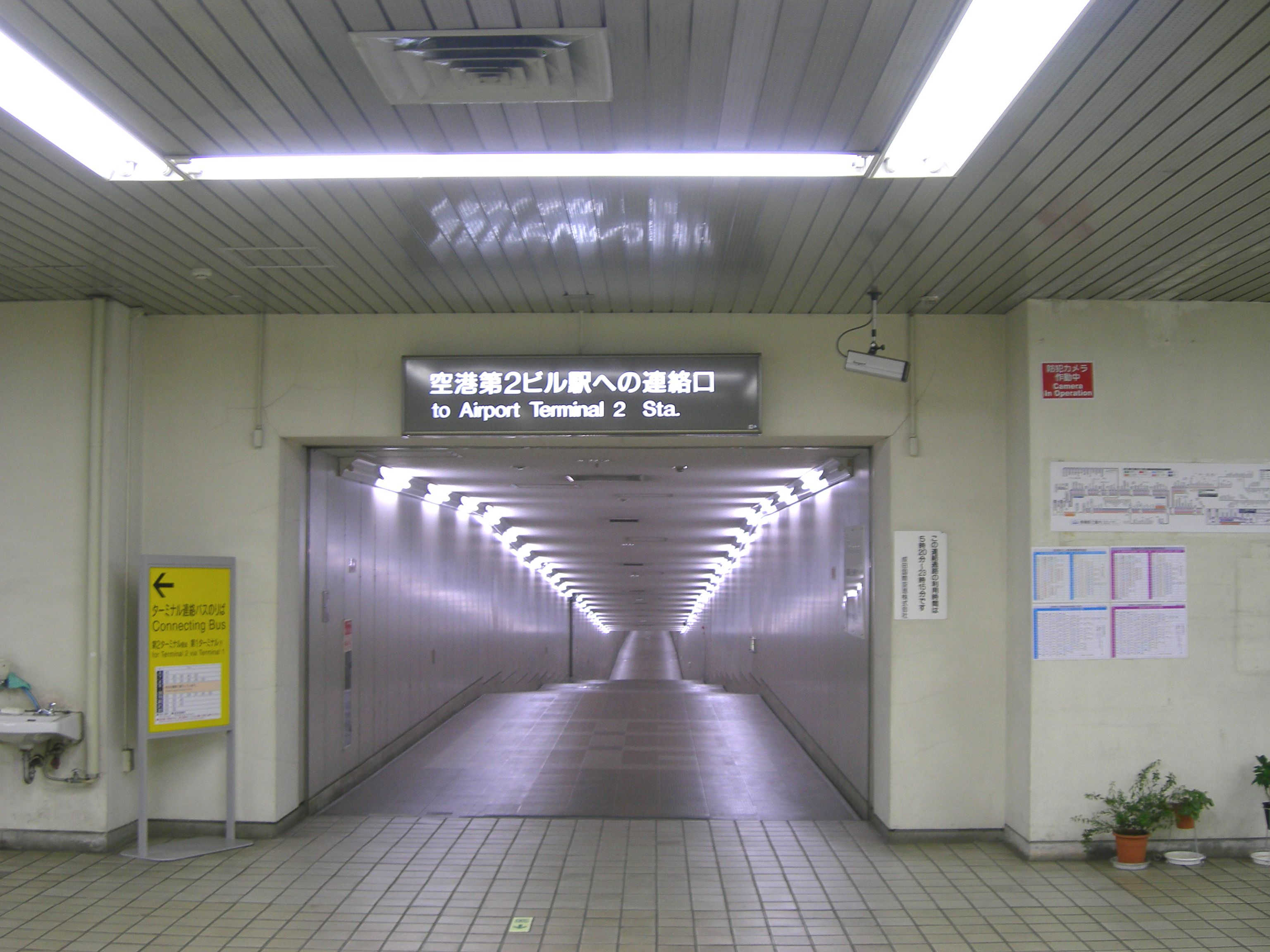
換乘通道入口

## 使用人數
- 京成電鐵 - 2017年度1日平均上下車人次為1,723人，京成線內69個車站當中排行第66位[4]。此站仍作為機場鐵路車站的時候（成田機場站時代），是京成線內使用人數較多的車站，最高峰時1日平均上下車人次有高達2萬人的紀錄。
- 芝山鐵道 - 2015年度1日平均上車人次為357人[5]。

車站的使用者，主要是與成田國際機場有關公司的通勤客為主。
近年1日平均上下、上車人次推移如下表。
| 年度               | 京成電鐵           | 京成電鐵         | 芝山鐵道         |
| 年度               | 1日平均 上下車人次 | 1日平均 上車人次 | 1日平均 上車人次 |
| ------------------ | ------------------ | ---------------- | ---------------- |
| 1985年（昭和60年） |                    | 7,441            | 未開業           |
| 1989年（平成元年） |                    | 11,331           | 未開業           |
| 1990年（平成02年） |                    | 12,142           | 未開業           |
| 1991年（平成03年） |                    | 3,009            | 未開業           |
| 1992年（平成04年） |                    | 2,199            | 未開業           |
| 1993年（平成05年） |                    | 1,428            | 未開業           |
| 1994年（平成06年） |                    | 1,121            | 未開業           |
| 1995年（平成07年） |                    | 1,036            | 未開業           |
| 1996年（平成08年） |                    | 912              | 未開業           |
| 1997年（平成09年） |                    | 865              | 未開業           |
| 1998年（平成10年） |                    | 879              | 未開業           |
| 1999年（平成11年） |                    | 879              | 未開業           |
| 2000年（平成12年） |                    | 939              | 未開業           |
| 2001年（平成13年） |                    | 997              | 未開業           |
| 2002年（平成14年） |                    | 1,087            | 684              |
| 2003年（平成15年） | 2,518              | 1,162            | 576              |
| 2004年（平成16年） | 2,607              | 1,211            | 599              |
| 2005年（平成17年） | 2,612              | 1,207            | 594              |
| 2006年（平成18年） | 2,691              | 1,240            | 643              |
| 2007年（平成19年） | 2,647              | 1,213            | 694              |
| 2008年（平成20年） | 2,691              | 1,225            | 717              |
| 2009年（平成21年） | 2,613              | 1,189            | 687              |
| 2010年（平成22年） | 2,492              | 1,111            | 545              |
| 2011年（平成23年） | 2,033              | 924              | 479              |
| 2012年（平成24年） | 1,970              | 886              | 426              |
| 2013年（平成25年） | 1,968              | 889              | 389              |
| 2014年（平成26年） | 1,798              | 805              | 349              |
| 2015年（平成27年） | 1,751              |                  |                  |
| 2016年（平成28年） | 1,715              |                  |                  |
| 2017年（平成29年） | 1,723              |                  |                  |

## 車站周邊

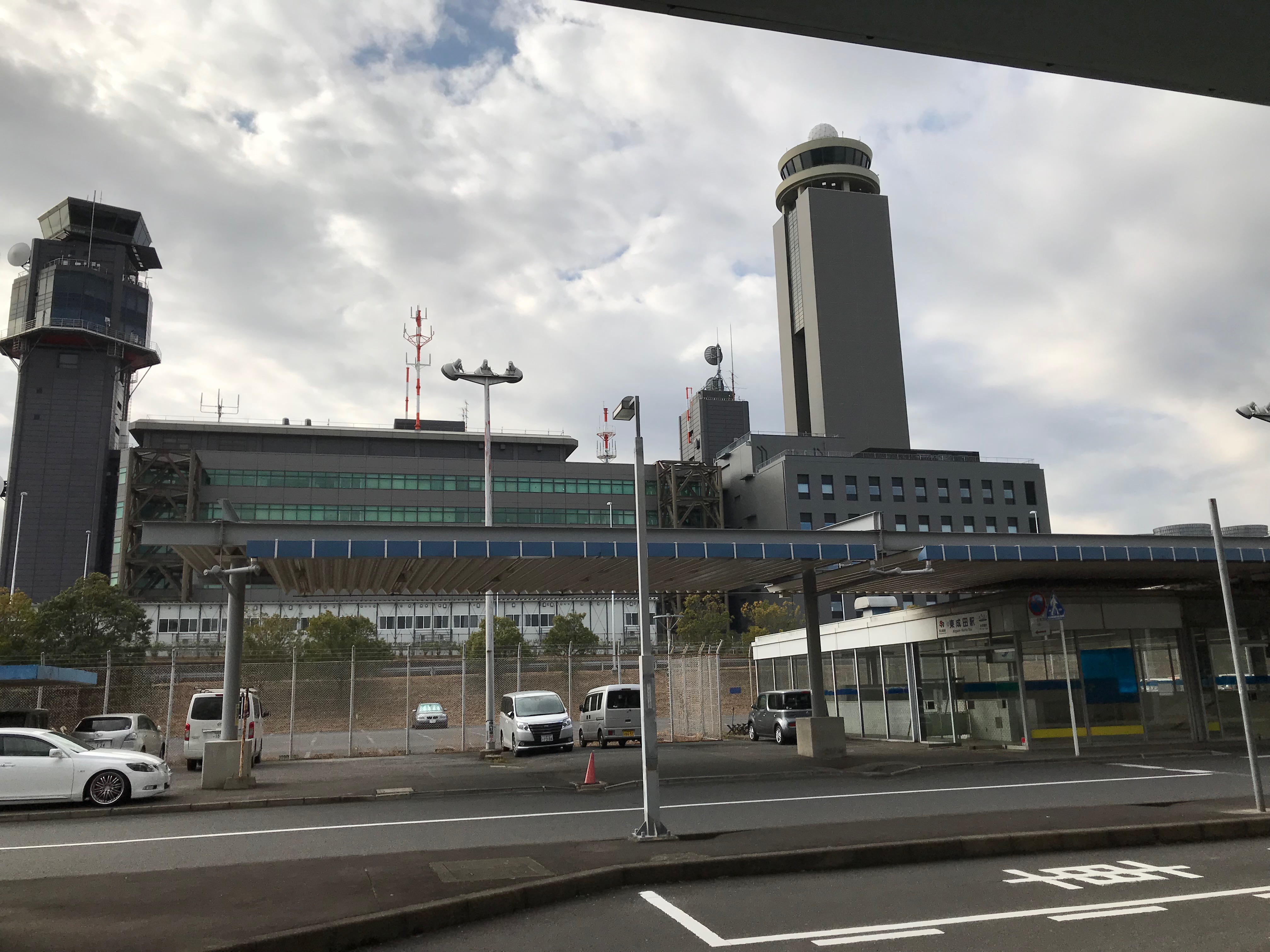
車站外觀與管制塔（2017年12月15日）

本站在成田國際機場用地內，有地下聯絡通道連通第2航廈。
- 千葉縣成田國際機場警察署（日语：成田国際空港警察署）
- TFK（飛機餐製作公司）
- 成田機場旅館（Narita Airport Rest House）
- JAL GROUND SERVICE（日语：JALグランドサービス）（日本航空系機場地勤公司）
- 成田國際機場貨物總站地區 - 該地區北半部離機場第2候機樓站較近。
  - 日本航空貨物大樓（輸入）
  - 輸入共同上屋大樓
  - 成田機場合同廳舍
    - 東京稅關成田航空貨物出張所
    - 横浜植物防疫所（日语：植物防疫所）成田支所第1航空貨物擔當
    - 動物檢疫所（日语：動物検疫所）成田支所

### 巴士路線
成田機場站時代，本站可搭乘第1航廈的收費連絡巴士。更改站名後曾有往京成成田站、多古方向的路線巴士，但在芝山鐵道線通車後全部移往芝山千代田站。
之後，乘客可改搭航廈聯絡巴士來往東成田站與各航廈，在2023年8月15日現在仍然停靠。聯絡巴士在從第一航站樓出發之後會停靠此站。

## 圖片

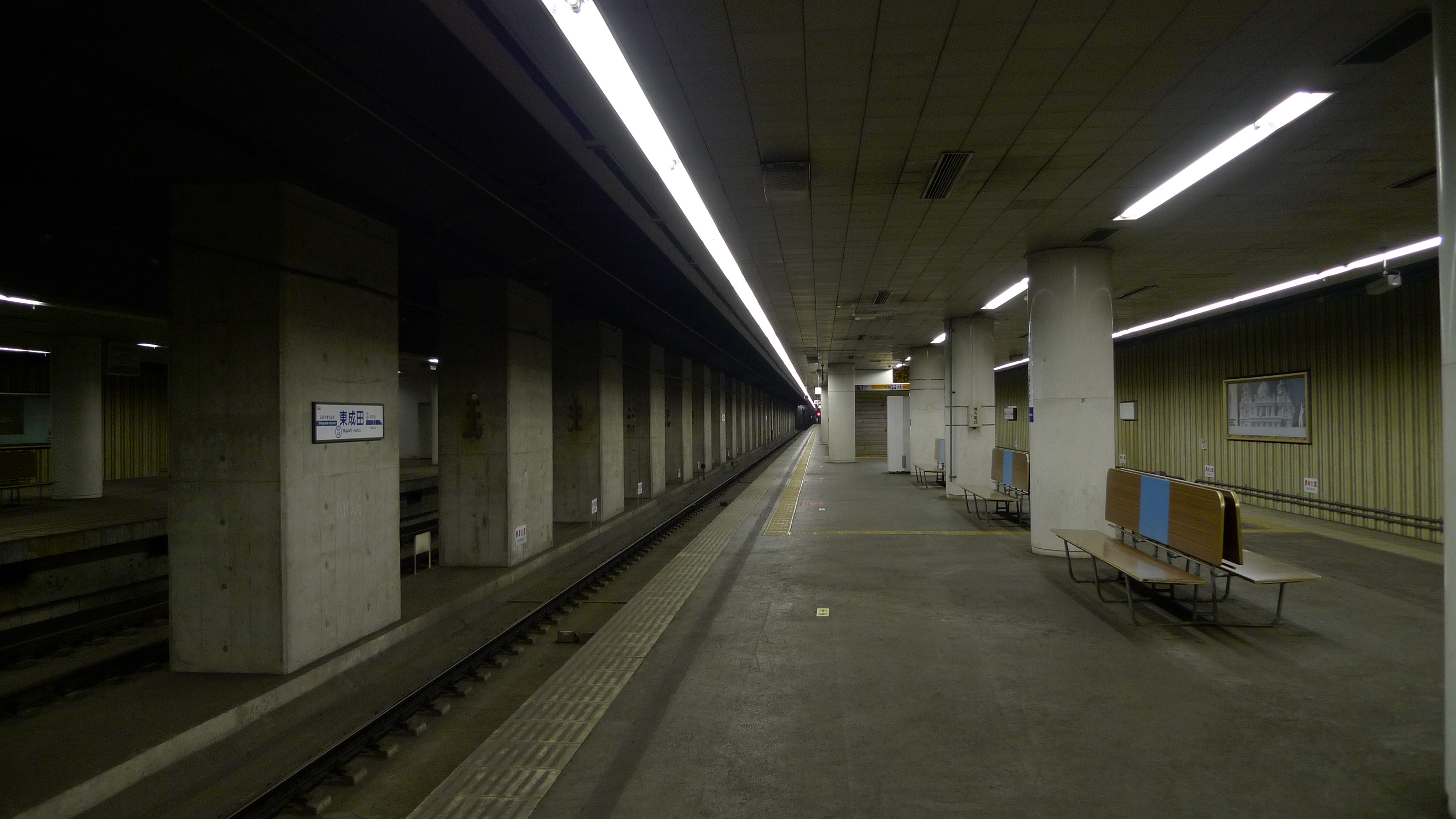
月台（2011年5月）
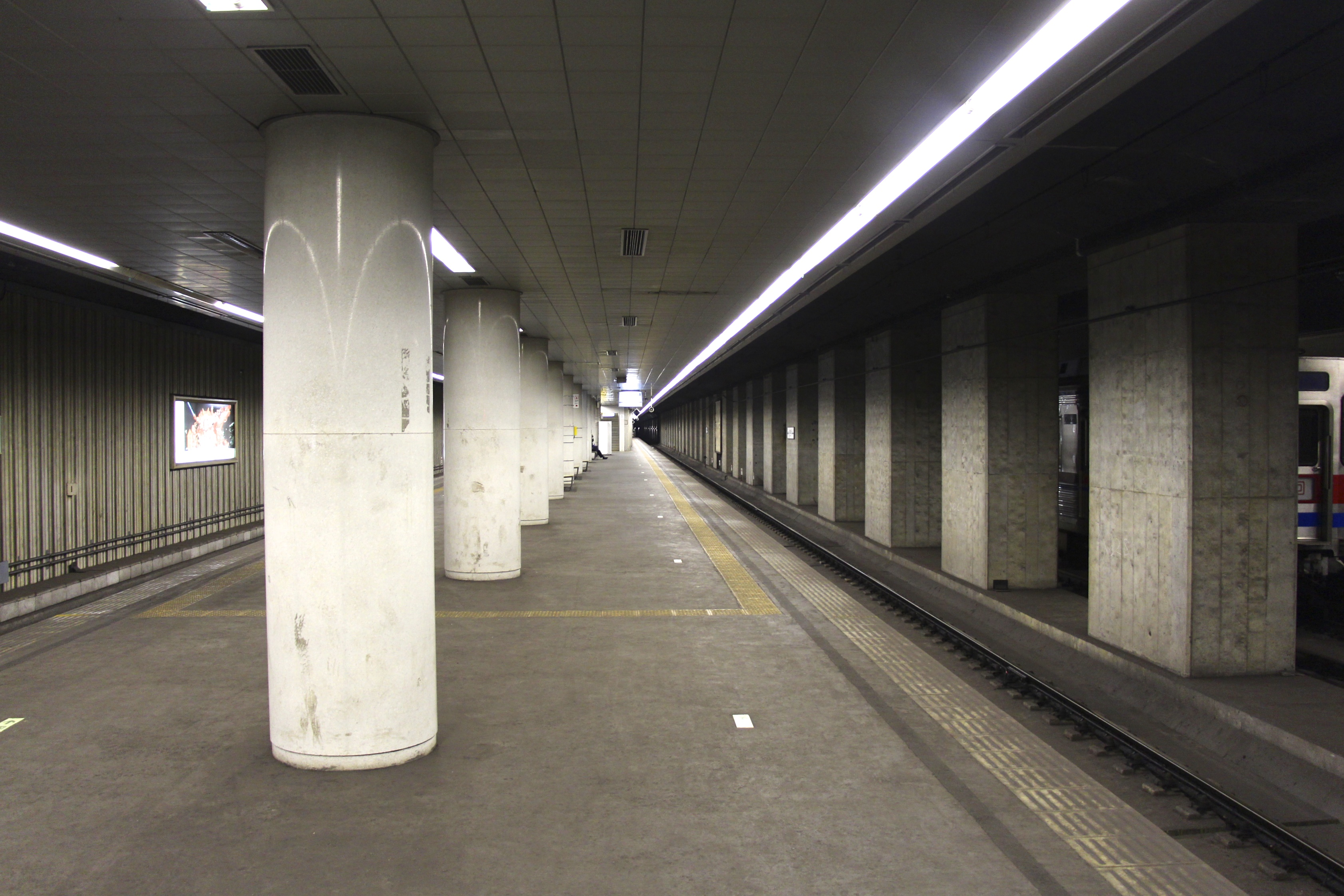
月台（留置線可停放車輛）（2012年12月）
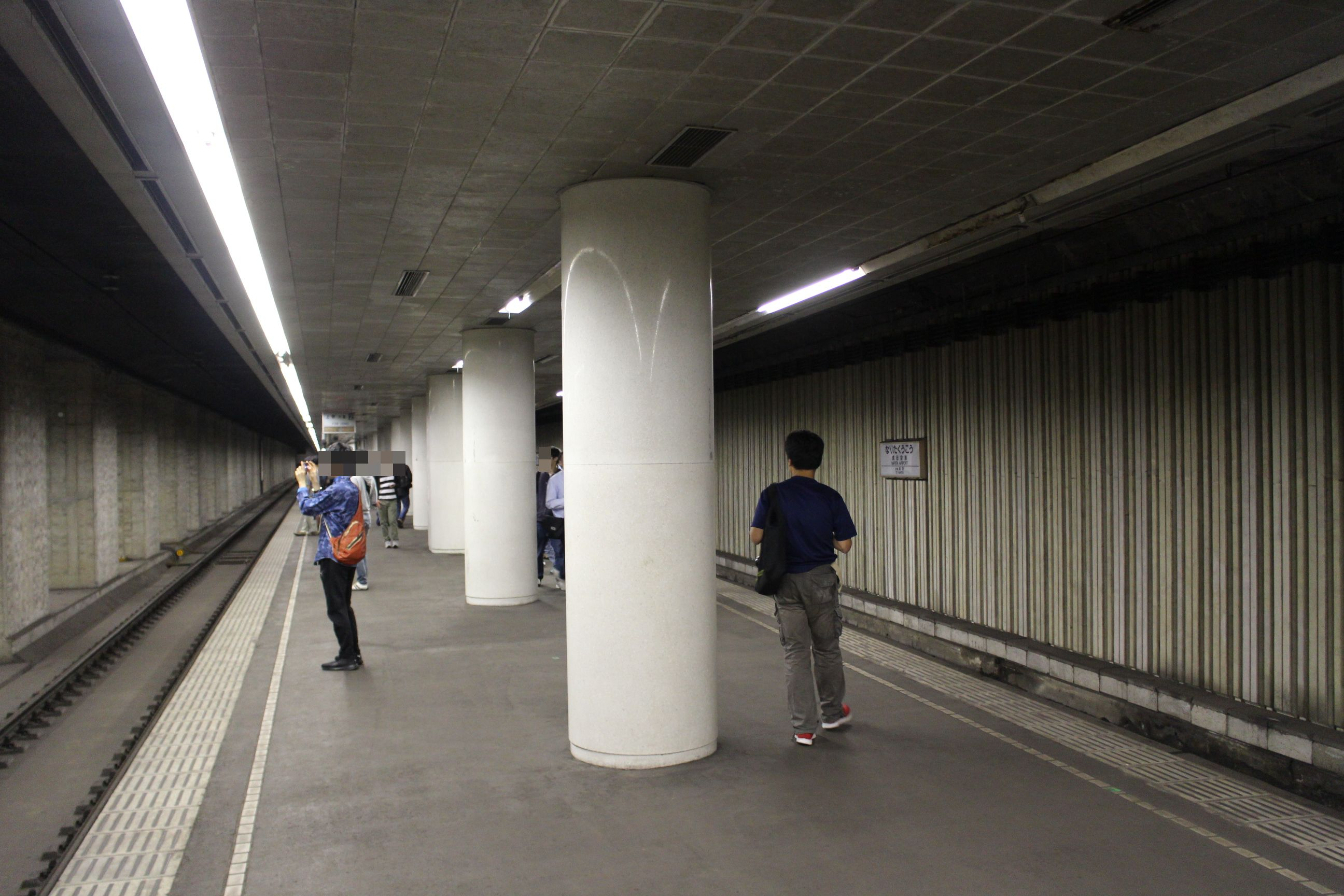
舊特急月台（2018年5月）
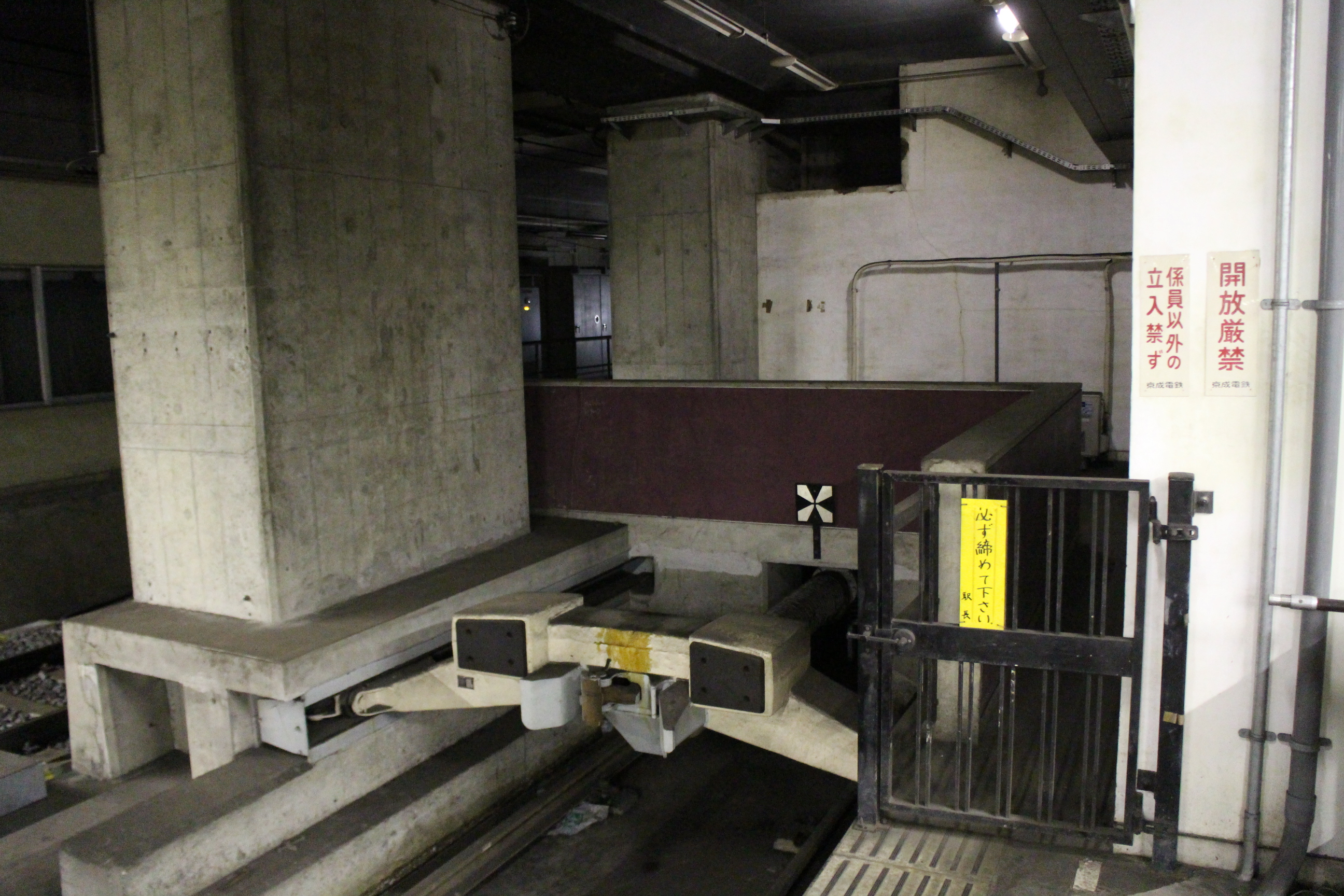
舊特急月台止衝擋（2018年5月）
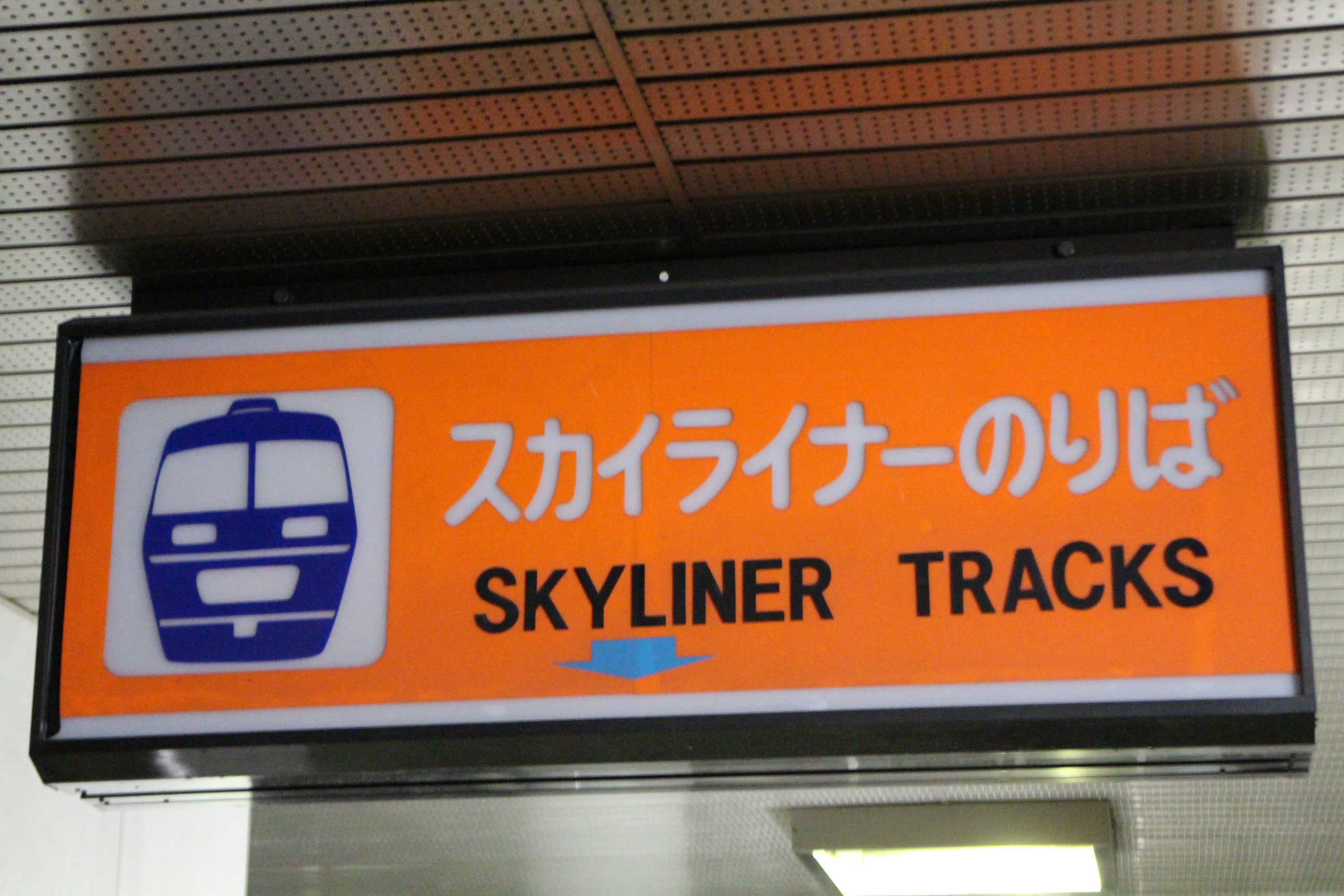
舊特急月台看板（2018年5月）
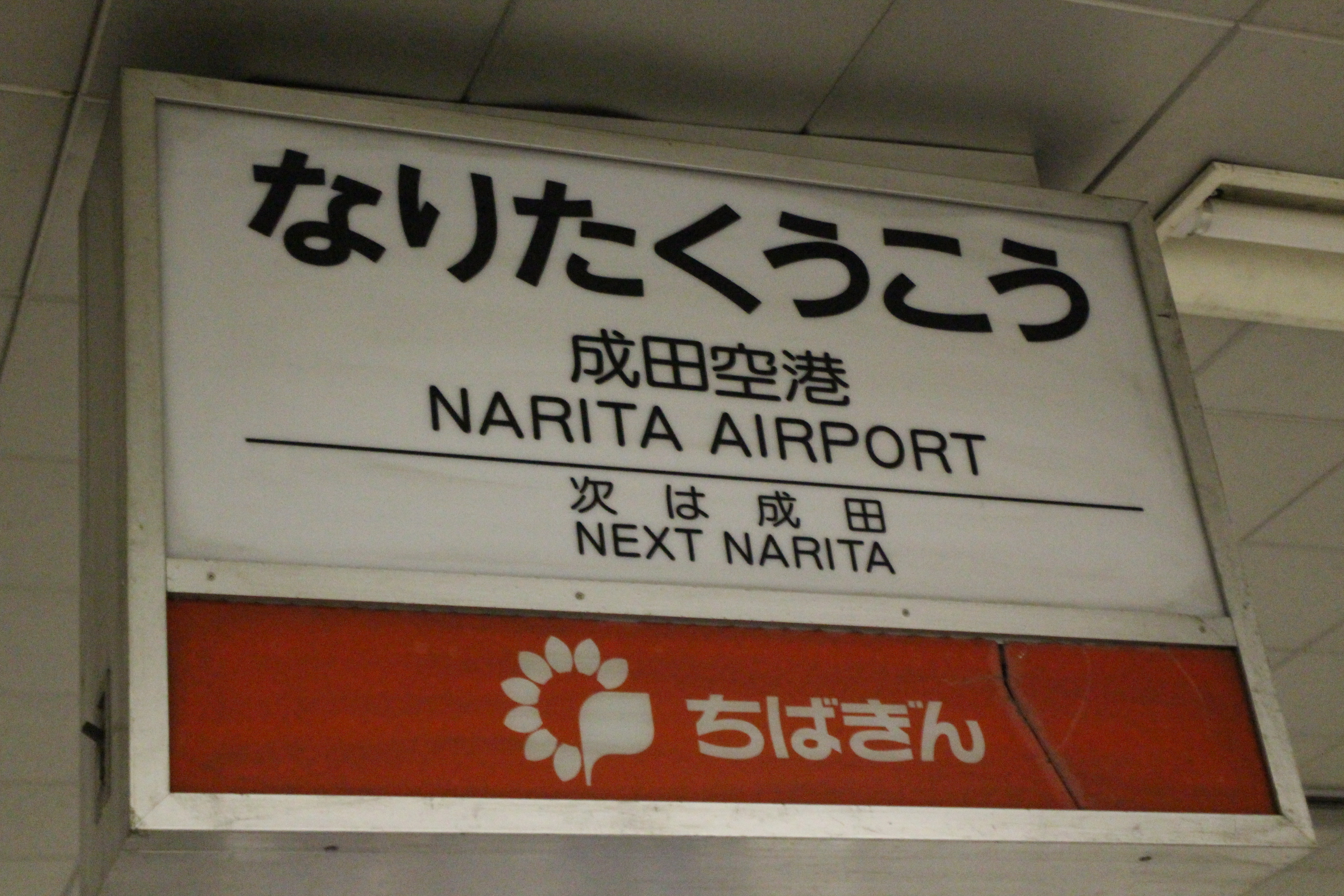
舊特急月台的「成田機場」站名標（2018年5月）
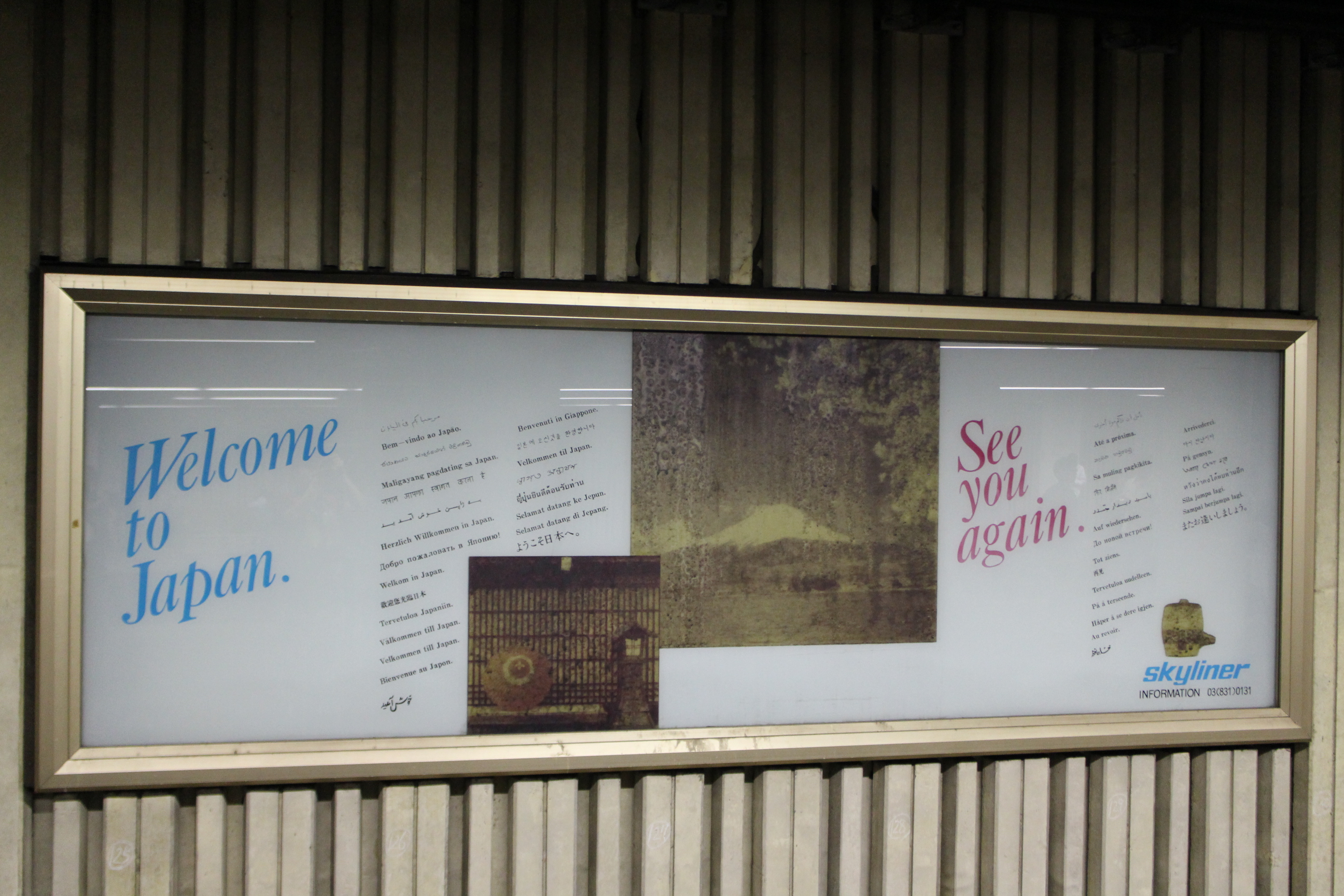
1990年代初的Skyliner廣告看板（2018年5月）
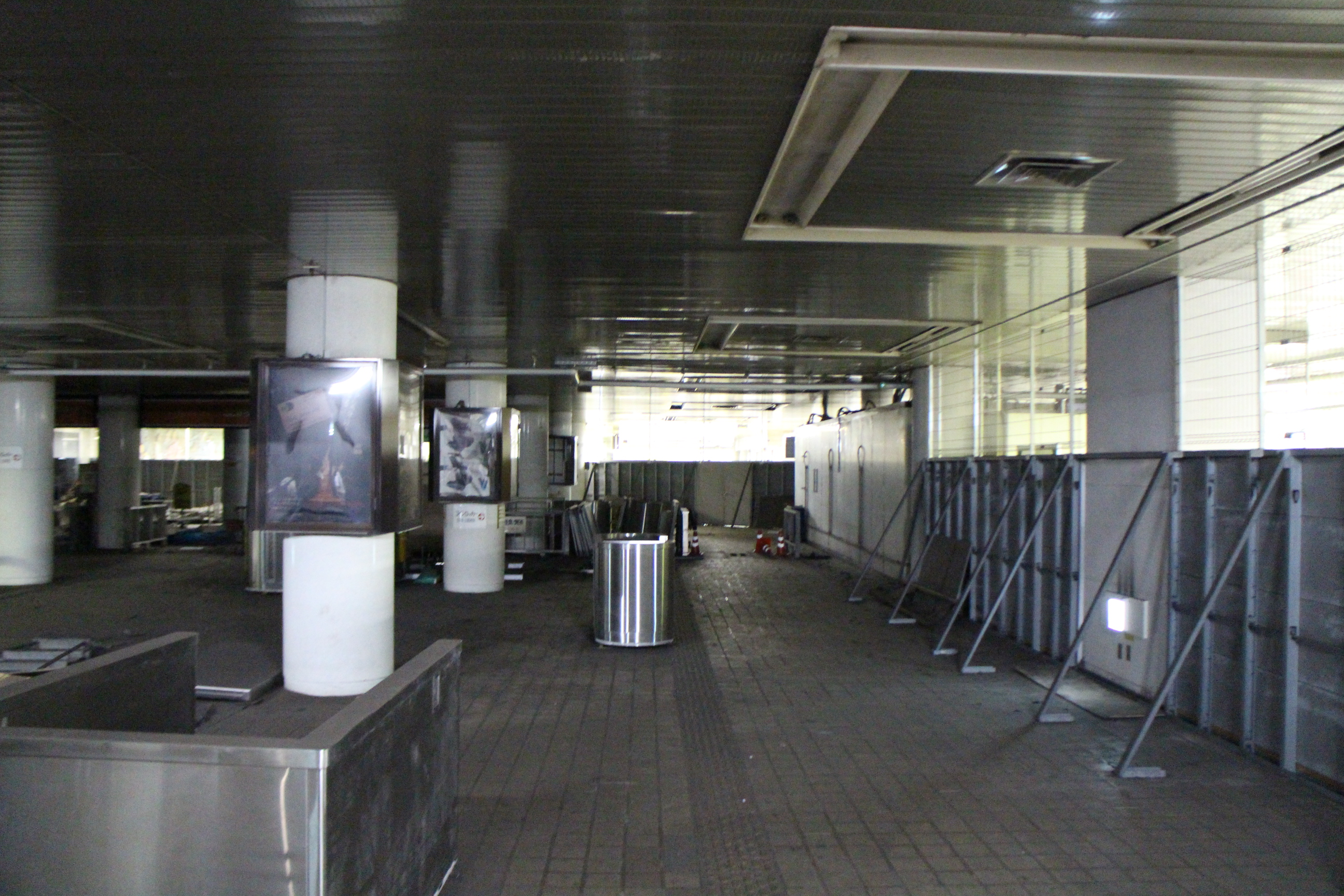
舊成田機場站剪票口（2010年7月）
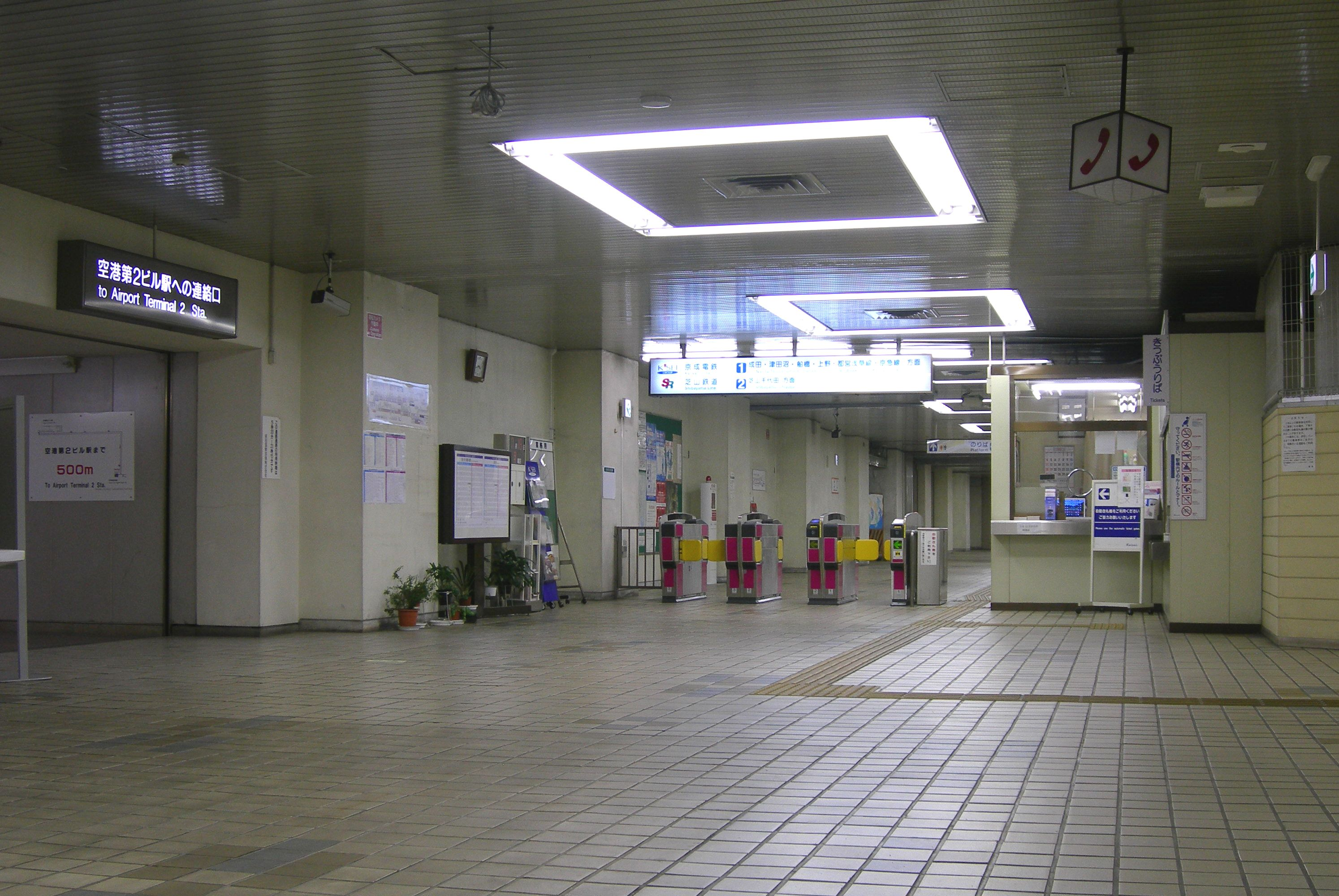
剪票口（2010年7月）
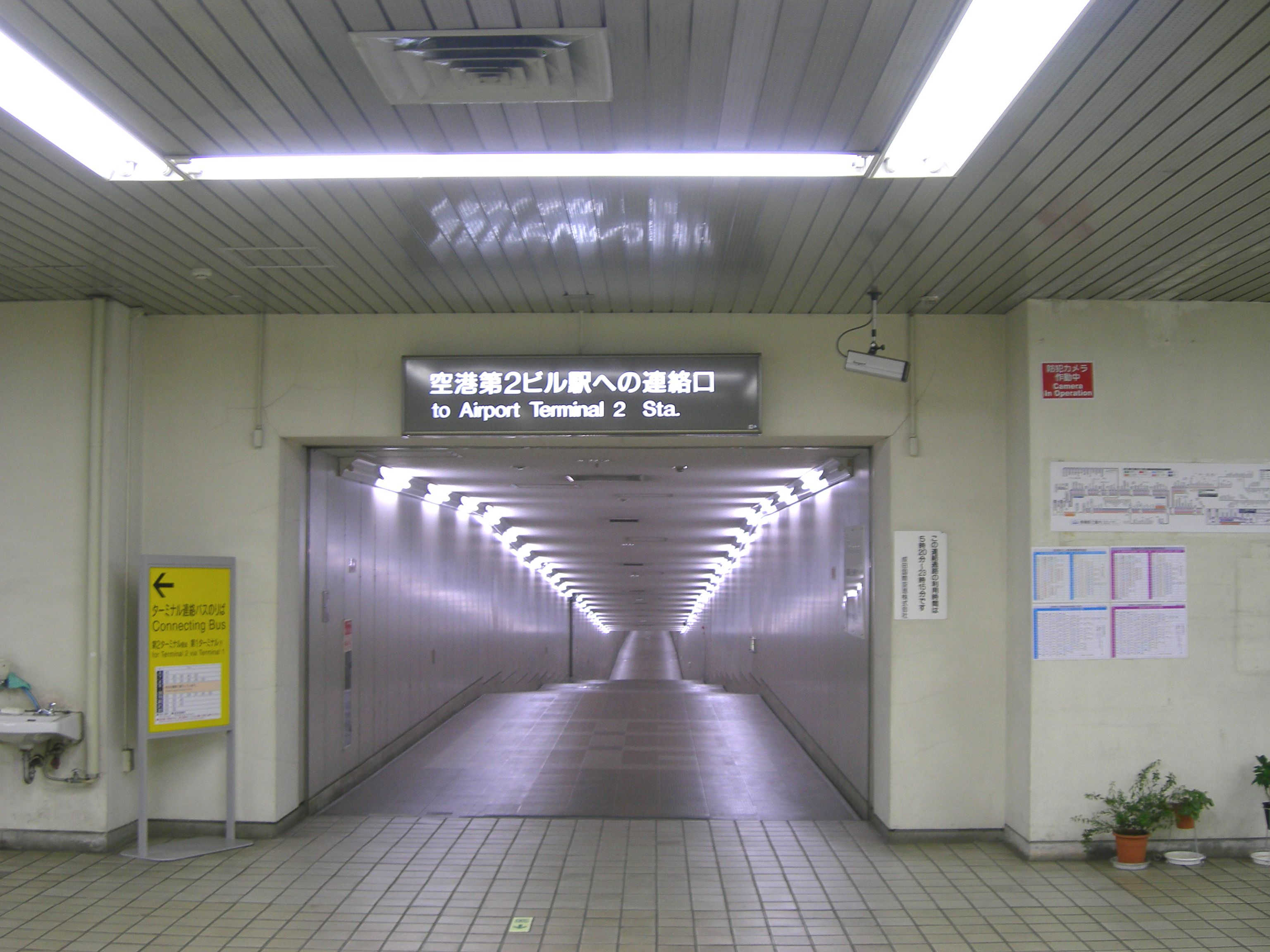
往機場第2候機樓站的連絡通道（2010年7月）
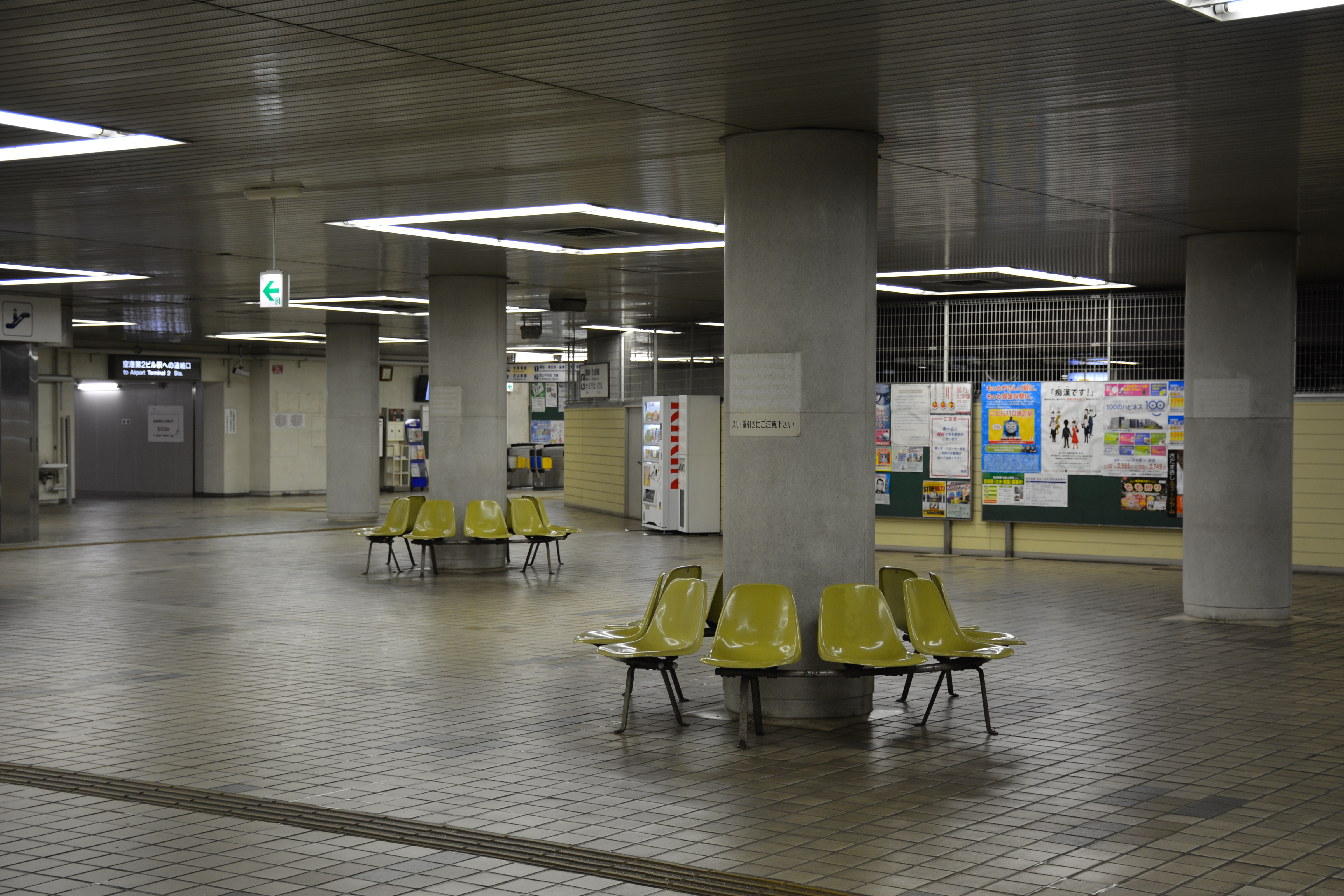
大廳內的長椅（2015年6月）
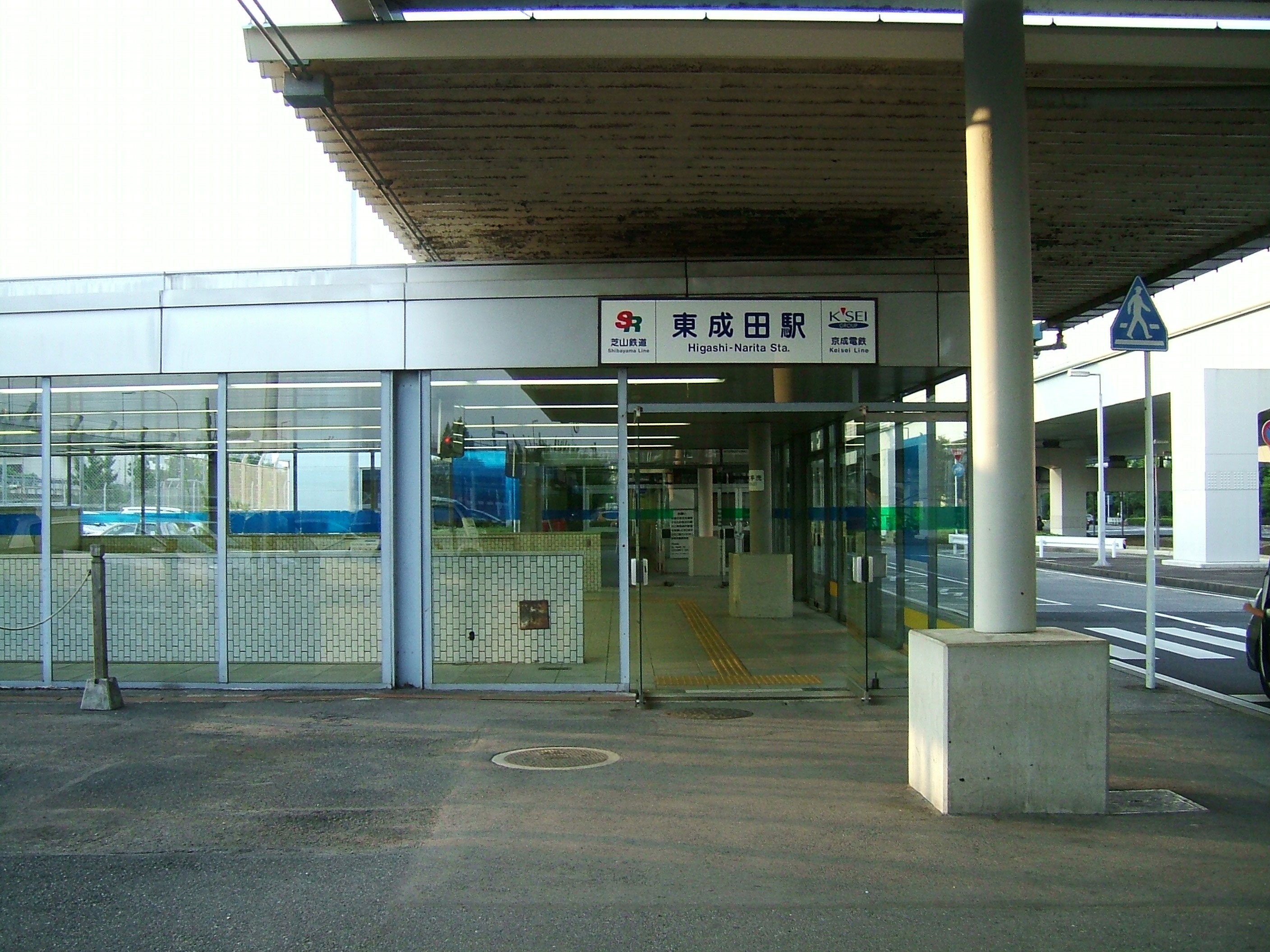
車站入口（2008年9月）

## 相鄰車站
京成電鐵、 芝山鐵道
 東成田線、 芝山鐵道線
■快速特急、■特急、■通勤特急、■快速、■普通（特急只限芝山千代田方向運行）
京成成田（東成田線）（KS40）－（駒井野信號場）－東成田（KS44）－芝山千代田（芝山鐵道線）（SR01）

## 外部連結
- 東成田｜電車與車站資訊｜京成電鐵
- 東成田站PDF - 京成電鐵